# Казальборгоне
Казальборгоне (итал. Casalborgone) — коммуна в Италии, располагается в регионе Пьемонт, в провинции Турин.
Население составляет 1798 человек (2008 г.), плотность населения составляет 89 чел./км². Занимает площадь 20 км². Почтовый индекс — 10020. Телефонный код — 011.
В третье воскресение сентября в коммуне особо празднуется Успение Пресвятой Богородицы (B.V. Assunta, Madonnina).

## Демография
Динамика населения:

## Администрация коммуны
- Официальный сайт: http://www.comune.casalborgone.to.it